# Josef Peer
Josef Peer (Erl, 13 de junho de 1864 – Viena, 28 de junho de 1925) foi um advogado e político austríaco que serviu como Governador de Liechtenstein de 1920 a 1921.

## Biografia
Peer nasceu em 13 de junho de 1864, filho de Josef Ignaz, um funcionário da alfândega austríaca, e de sua mãe Fuetscher nascida Barbara. Passou parte da juventude em Schaan, onde cursou o ensino fundamental. Ele cursou o ensino médio em Feldkirch e depois estudou Direito na Universidade de Innsbruck, onde recebeu um diploma em 1887. Em 1894 abriu seu próprio escritório de advocacia em Feldkirch. 

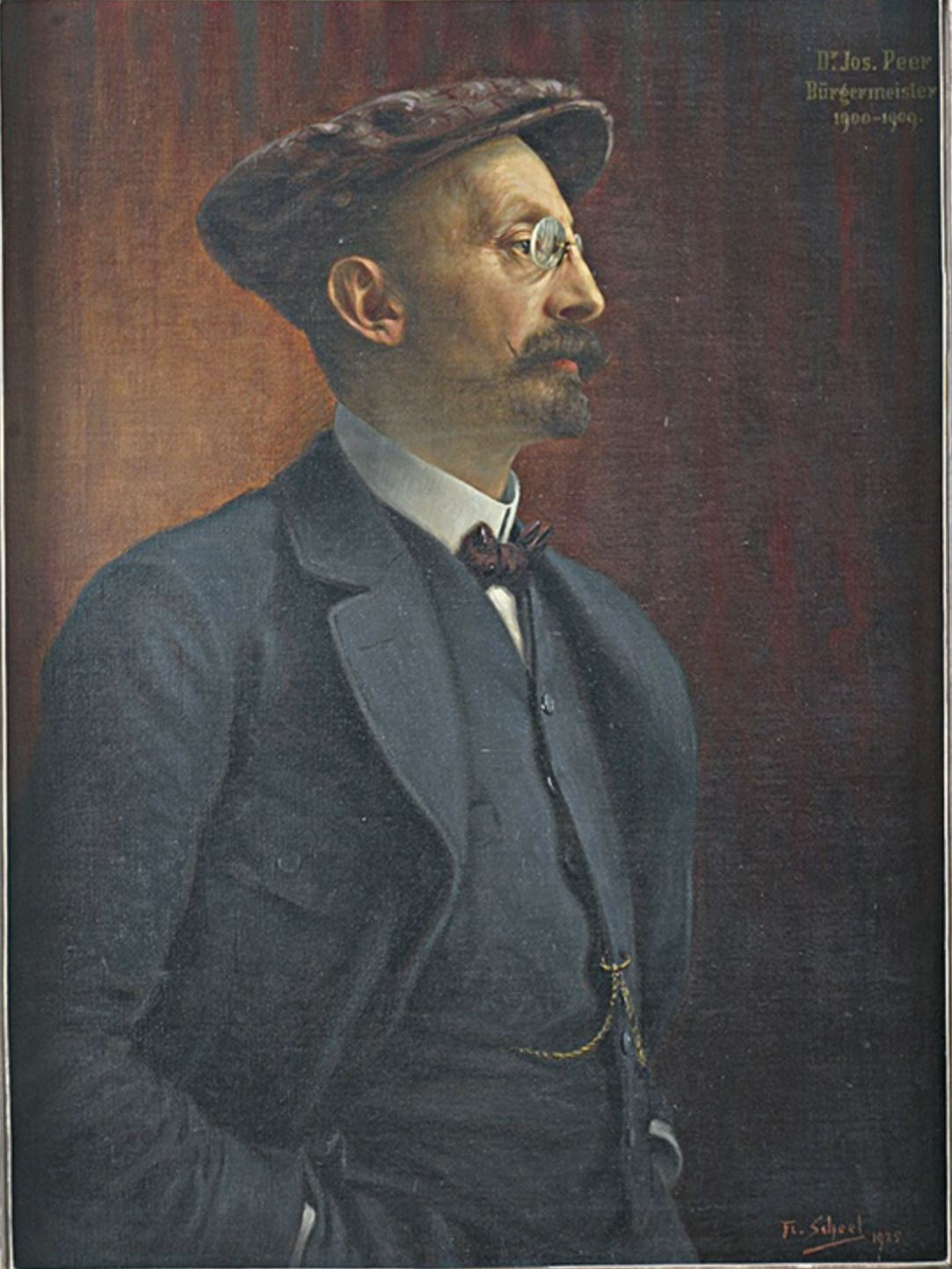
Retrato de Florus Scheel c. (1901–1909)

De 1901 a 1909 foi prefeito de Feldkirch. De 1902 a 1909 e novamente de 1914 a 1918 foi membro do Landtag de Vorarlberg, onde foi nomeado governador do estado.  Dizia-se que Carlos I planejava nomear Peer como Ministro da Justiça, mas isso não fracassou devido à dissolução da Áustria-Hungria em 1918. 

## Governador do Liechtenstein
Peer foi o Governador de Liechtenstein, servindo de 15 de setembro de 1920 a 23 de março de 1921.  Ele foi nomeado para o cargo na primavera de 1920 por João II, que foi endossado pelo Partido Cívico Progressista, mas enfrentou reação do Partido Popular Social-Cristão, pois eles acreditavam que o cargo só deveria ser ocupado por liechtensteinianos.  Eventualmente, foi acordado que Peer poderia assumir o cargo, mas apenas por um período de 6 meses. 
Peer dedicou-se à organização das finanças do Estado, por exemplo, arrecadando receitas adicionais através do pagamento de impostos fixos de empresas estrangeiras. Internamente, ele tentou fortalecer a autoridade do governo através da regulamentação do imposto de selo. 
Desempenhou um papel fundamental nas propostas de revisão constitucional do Liechtenstein. Ele redigiu uma proposta governamental sobre o assunto, onde encaminhou as demandas de ambas as partes através do acordo feito anteriormente para sua gestão, muitos dos quais eram vagamente baseados na Constituição Federal Suíça.    Ele também desempenhou um papel significativo na expansão do judiciário constitucional do país, que se baseava em grande parte no modelo austríaco. 
Passados 6 meses desde a sua nomeação em março de 1921, foi debatido se Peer deveria permanecer como governador do Liechtenstein. O Partido Cívico Progressista apoiou a sua manutenção no cargo, enquanto o Partido Popular Social-Cristão insistiu em defender o acordo anterior. Foi decidido que seria realizado um referendo para decidir se Peer seria mantido no cargo.  Embora 62%  tenham votado para manter Peer como governador, ele optou por renunciar ao cargo.  Ele foi sucedido por Josef Ospelt.   Pouco depois disso, a Constituição do Liechtenstein foi ratificada em 5 de outubro de 1921 e Ospelt tornou-se o primeiro-ministro do Liechtenstein.  

## Vida posterior e morte
Peer mudou-se para Viena e trabalhou no Supremo Tribunal Administrativo da Áustria, onde morreu em 28 de junho de 1925 em Viena, aos 61 anos.   

## Vida pessoal e familiar
Peer casou-se com Margareta Leone (16 de janeiro de 1869 - 14 de julho de 1937) em 1º de maio de 1895 e tiveram três filhos.  Sua filha, Maria Öhri, casou-se com o advogado Ludwig Marxer em 1932, então vice-primeiro-ministro de Liechtenstein.  